# Syntomeida venadia
Syntomeida venadia är en fjärilsart som beskrevs av William Schaus 1920. Syntomeida venadia ingår i släktet Syntomeida och familjen björnspinnare. Inga underarter finns listade i Catalogue of Life.